# Antikörper
Antikörper (с нем. — «Антитело») — второй студийный альбом немецкой рок-группы Eisbrecher, выпущенный 20 октября 2006 года. Альбом дебютировал в Media Control Charts на 85-м месте и в Deutsche Alternative Charts на 10-м месте.

## Список композиций
| №                   | Название                               | Длительность |
| ------------------- | -------------------------------------- | ------------ |
| 1.                  | «Der Anfang»                           | 2:35         |
| 2.                  | «Adrenalin»                            | 4:02         |
| 3.                  | «Leider»                               | 4:08         |
| 4.                  | «Antikörper»                           | 4:15         |
| 5.                  | «Entlassen»                            | 4:28         |
| 6.                  | «Ohne dich»                            | 4:36         |
| 7.                  | «Phosphor»                             | 3:52         |
| 8.                  | «Kein Mitleid»                         | 5:30         |
| 9.                  | «Kinder der Nacht»                     | 4:18         |
| 10.                 | «Vergissmeinnicht»                     | 3:54         |
| 11.                 | «Freisturz»                            | 4:57         |
| 12.                 | «Wie tief?»                            | 4:24         |
| 13.                 | «Das Ende»                             | 1:49         |
| 14.                 | «Eiskalt erwischt» (бонус-трек)        | 3:46         |
| 15.                 | «Vergissmeinnicht» (видео; бонус-трек) | 4:05         |
| Общая длительность: | Общая длительность:                    | 56:43        |

## Синглы
- «Leider»
- «Vergissmeinnicht»
- «Leider» / «Vergismeinnicht» (US Double-Single)

## Участники записи
- Alexander Wesselsky — вокал
- Noel Pix — инструменты
- Max Schauer — клавишные на треках 1 и 13, программирование на треках 2, 4, 7, 10, 12 и 14
- Eric Damköhler — гитара на треках 2—5, 7, 12 и 14

## Чарты
| Чарт (2006)                 | Место |
| --------------------------- | ----- |
| Media Control Charts        | 85    |
| Deutsche Alternative Charts | 10    |